# Піддубняк Олександр Андрійович
Олекса́ндр Андрі́йович Піддубня́к — підполковник Збройних Сил України, льотчик вертолітної ескадрильї 18-ої окремої бригади армійської авіації, учасник російсько-української війни, який відзначився  під час російського вторгнення в Україну. Повний лицар ордена Богдана Хмельницького.

## Життєпис
Закінчив Харківський національний університет Повітряних сил імені Івана Кожедуба.
Під час російського вторгнення в Україну служить льотчиком 18-ої окремої бригади армійської авіації.

## Нагороди
- Орден Богдана Хмельницького I ст. (2 серпня 2024) — за особисту мужність, виявлену у захисті державного суверенітету та територіальної цілісності України, самовіддане виконання військового обов’язку[2]
- Орден Богдана Хмельницького II ст. (28 квітня 2023) — за особисту мужність, виявлену у захисті державного суверенітету та територіальної цілісності України, самовіддане виконання військового обов’язку[3]
- Орден Богдана Хмельницького III ст. (12 березня 2022) — за особисту мужність і самовіддані дії, виявлені у захисті державного суверенітету та територіальної цілісності України, вірність військовій присязі[4]